# Mate Delić
Mate Delić, né le 29 avril 1993 à Split, est un joueur de tennis professionnel croate.
Il a remporté onze tournois Futures dont quatre en simple. Il a aussi été finaliste de deux tournois Challenger en 2014.
En septembre 2014, Mate représente la Croatie lors des barrages de la Coupe Davis. En remportant le premier simple contre le néerlandais Igor Sijsling, et malgré une défaite contre Robin Haase au 4e match, il contribue à l'accession de son équipe au groupe mondial pour l'année 2015.
Il est maintenant l'entraîneur de Dominic Thiem, le joueur de tennis Autrichien depuis 2024. 

## Palmarès

### Titre en simple
Aucun

### Finale en simple
Aucune

## Parcours dans les tournois de Grand Chelem

### En simple
N'a jamais participé à un tableau final.